# Julius Onah
Julius Onah (* 10. Februar 1983 in Makurdi) ist ein nigerianisch-US-amerikanischer Filmemacher. 

## Leben
Julius Onah wurde 1983 in Makurdi, der Hauptstadt des nigerianischen Bundesstaates Benue, geboren. Als Sohn des Diplomaten Adoga Onah bereiste er die Welt, bevor sich die Familie, als er 10 Jahre alt war, in Arlington, Virginia, niederließ. Dort lebte er mit seiner Mutter und seinen Geschwistern, nachdem sein Vater nach Afrika zurückgekehrt war. Onah schloss sein Studium an der Washington-Lee High School in Arlington ab und erhielt seinen Bachelor of Arts an der Wesleyan University in Middletown, Connecticut. Es folgte ein Masterabschluss an der Tisch School of the Arts der New York University. Zudem erhielt er ein Stipendium der Jack Kent Cooke Foundation. Sein Zwillingsbruder Anthony Onah ist auch Regisseur und gab 2017 mit The Price sein Spielfilmdebüt. Dieser arbeitet an anderen Filmprojekten als sein Bruder.
Julius Onah selbst gab sein Spielfilmdebüt als Regisseur mit The Girl Is in Trouble, ein Film, der im April 2015 in die US-Kinos kam. Im Jahr 2018 kam der Film The Cloverfield Paradox in die Kinos, bei dem er Regie führte. Seinen Film Luce mit Naomi Watts, Octavia Spencer, Tim Roth und Kelvin Harrison Jr. in den Hauptrollen stellte er im Januar 2019 beim Sundance Film Festival vor. Darüber hinaus führte Onah bei Captain America: Brave New World im Marvel Cinematic Universe Regie.
Im Sommer 2025 wurde Onah Mitglied der Academy of Motion Picture Arts and Sciences.

## Filmografie
- 2004: Nigger (Kurzfilm, Regie und Drehbuch)
- 2004: Meditations/A Love Story (Kurzfilm, Regie und Drehbuch)
- 2005: She Waits in the Restless Horizon (Kurzfilm, Regie und Drehbuch)
- 2007: Linus (Kurzfilm, Regie und Drehbuch)
- 2007: Babette (Kurzfilm, Regie und Drehbuch)
- 2008: The Boundary (Kurzfilm, Regie und Drehbuch)
- 2008: Nie patrz wstecz (Kurzfilm, Regie und Drehbuch)
- 2010: Goodbye Chicken, Farewell Goat (Kurzdokumentarfilm, Regie und Drehbuch)
- 2011: Drik nu Agnes (Kurzfilm, Regie und Drehbuch)
- 2012: Big Man (Kurzfilm, Regie und Drehbuch)
- 2015: The Girl Is in Trouble (Regie und Drehbuch)
- 2018: The Cloverfield Paradox (Regie)
- 2019: Luce (Regie und Drehbuch)
- 2025: Captain America: Brave New World (Regie und Drehbuch)

## Auszeichnungen
Black Reel Award
- 2020: Nominierung als Bester Independentfilm (Luce)
- 2020: Nominierung für die Beste Regie (Luce)
- 2020: Nominierung für die Beste Nachwuchsregie (Luce)
- 2020: Nominierung für das Beste Drehbuch (Luce)[5]

Camerimage
- 2008: Auszeichnung mit dem Nokia Mobile Movie Award (Nie patrz wstecz)

Independent Spirit Award
- 2020: Nominierung für die Beste Regie (Luce)[6]

Sundance Film Festival
- 2019: Nominierung für den Grand Jury Prize – Dramatic (Luce)